# Hofanlage Große Straße 14

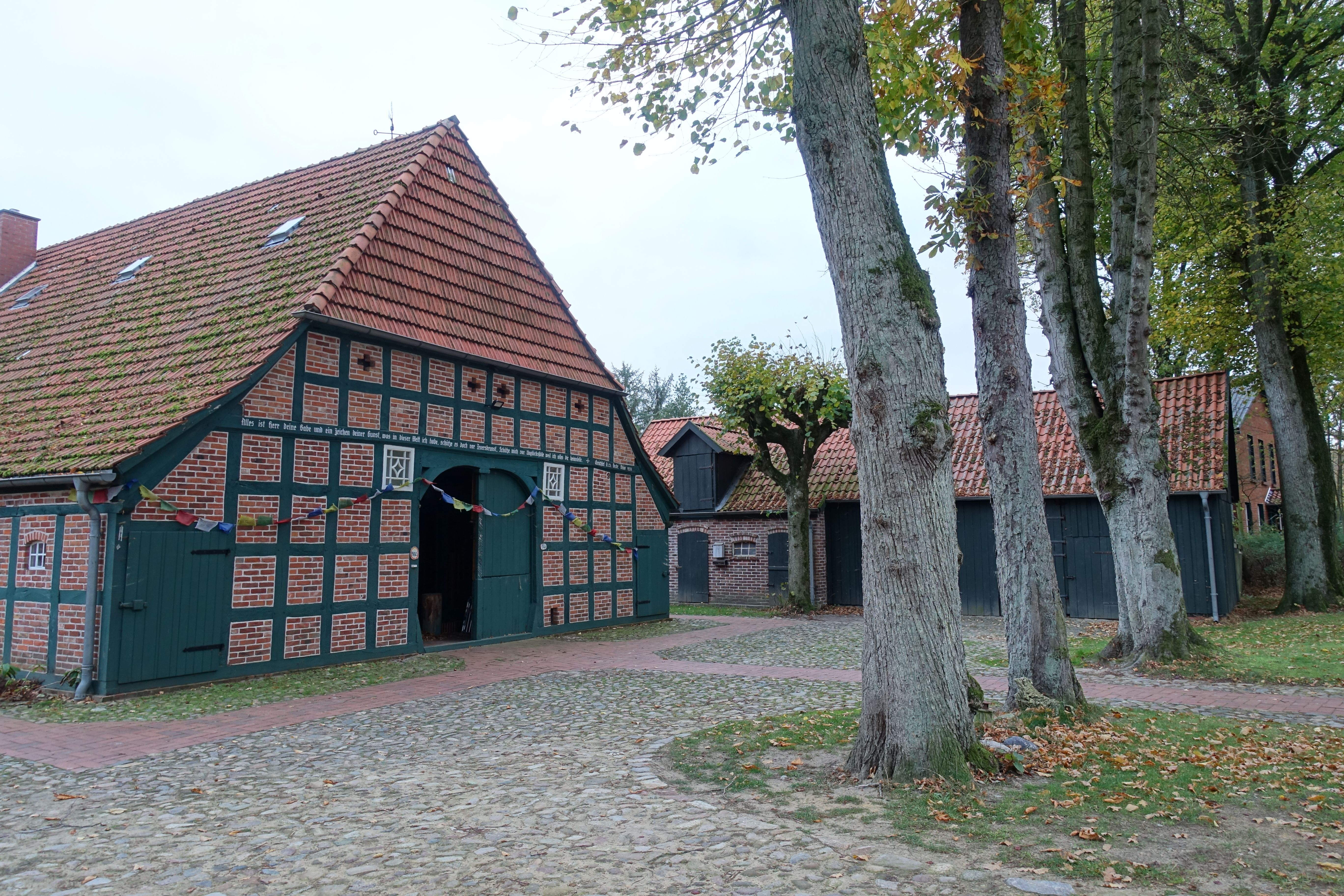
Hofanlage Große Straße 14, Ansicht von Norden (2022)

Die Hofanlage Große Straße 14 in der niedersächsischen Gemeinde Bülstedt, Ortsteil Steinfeld wurde im 19. Jahrhundert errichtet. Aktuell (2025) wird sie zum Wohnen genutzt.
Die Gebäude stehen unter Denkmalschutz (siehe auch Liste der Baudenkmale in Bülstedt).

## Beschreibung
Die Hofanlage mit historischer Hofpflasterung und altem Baumbestand besteht aus
- dem eingeschossigen giebelständigen Wohn- und Wirtschaftsgebäude von 1834 (Inschrift) als Zweiständer-Hallenhaus in Fachwerk mit Steinausfachungen und kräftigem erhaltenem Innengerüst, mit ziegelgedecktem Krüppelwalmdach und Grooter Door mit Korbbogen; ein massiver Backsteinanbau entstand um 1930 am Wohnende,[2]
- der giebelständigen Scheune als verbohlte Ankerbalkenkonstruktion des frühen 19. Jahrhunderts, mit Ende des 19. Jahrhunderts angebautem Stall in Backsteinmauerwerk, beides mit durchgehendem ziegelgedecktem Satteldach.[3]

Das Landesdenkmalamt befand u. a.: „Die Hofanlage Große Straße 14 in Steinfeld ist ein gut erhaltenes Beispiel einer solchen mit Gebäuden des 19. Jahrhunderts sowie historischer Hofpflasterung und altem Baumbestand.“